# Grönt te

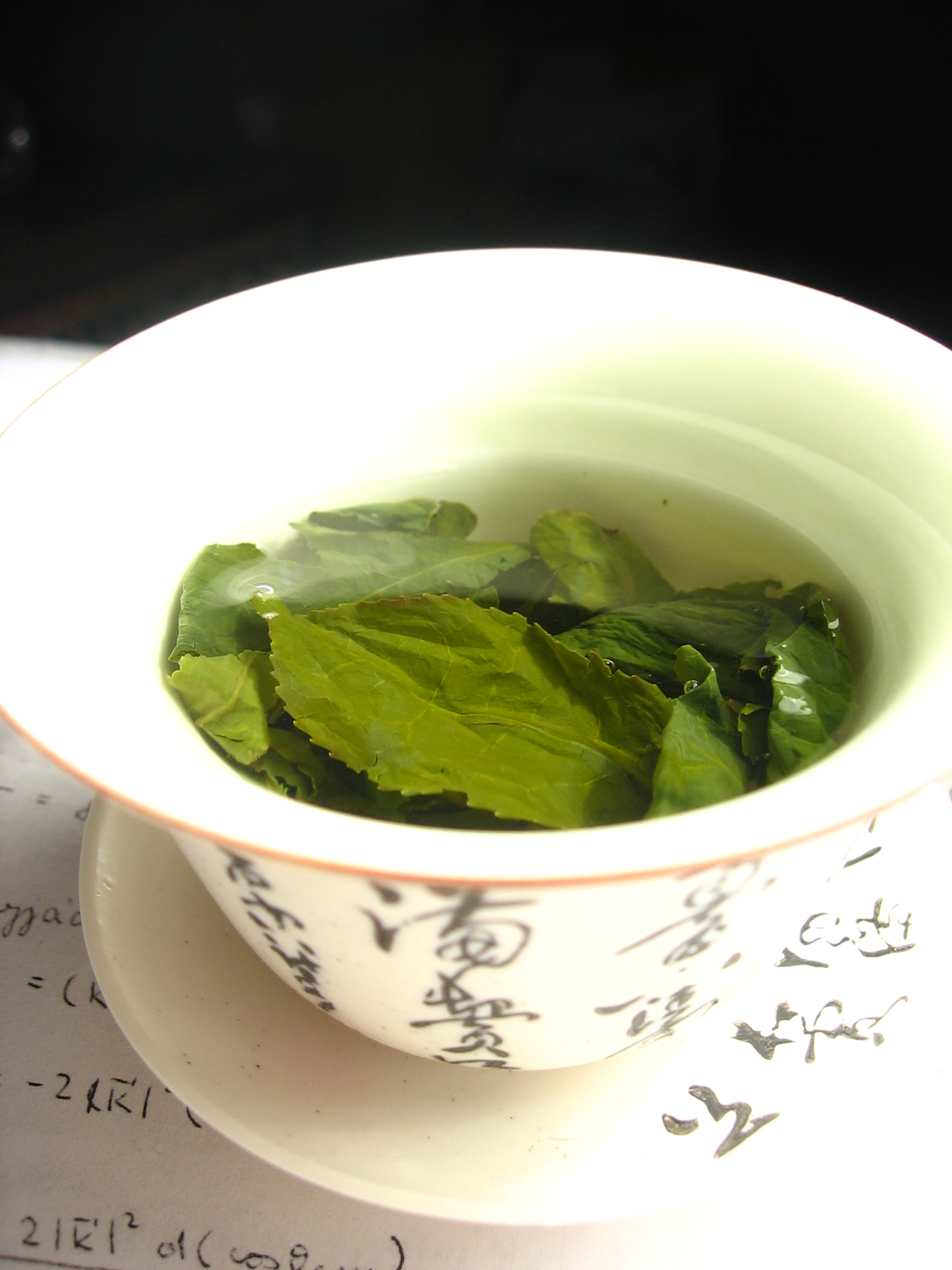
En öppen gaiwan (盖碗, ett kinesiskt bryggdon) med grönt te.

Grönt te (med kinesiska tecken: 绿茶, pinyin: lǜchá) är äkta te (det vill säga blad från Camellia sinensis), som inte är oxiderat. Grönt te är populärt i Kina och Japan och har på senare år även blivit mer förekommande i västvärlden som traditionellt mest druckit svart te (som genomgått en högre grad av oxidering). Tillverkning av grönt te sker även i Vietnam, och idag också i Sri Lanka, Indien och delar av Afrika.
Sedan tebladen skördats upphettas de för att oxidering inte ska börja vilket gör att den gröna klorofyllen behålls. I äldre tider skedde detta genom ångning, vilket fortfarande är fallet i Japan, men i Kina har den metoden ersatts av upphettning i stekpannor, en metod som anses lämna bladen med mer smak. Tebladen torkas sedan. Exakt hur beredningen går till skiljer sig mellan de olika tesorterna.

## Kända gröna teer från Kina
Gröna teer från Kina, och kinesiska teer i allmänt, sorteras ofta efter var de kommer ifrån. Det är inte alls omöjligt att man kan hitta ett Mao Feng som odlats i Yunnan fastän plantan ursprungligen kommer från Anhui, det finns dock ofta en del likheter mellan olika sorter från samma provins och därför är den här typen av klassificering rätt så användbar. Vidare finner många entusiaster att faktasamlingen om ett te, däribland ursprunget och historien bakom det, berikar upplevelsen och gör teet mer intressant.

### Zhejiang(浙江省)
- Longjing (龙井 eller 龍井): Det mest kända teet från Hangzhou och kanske det mest kända gröna teet över huvud taget, även känt under det engelska namnet "Dragon Well".
- Wu Lu (婺绿 eller 婺綠): Har fått sitt namn efter Wu som betyder dimma och Lu vilket är namnet på berget där det odlas. Även känt som Misty Green. Wu Lu odlas med samma art av tebuske som Longjing.
- Hui Ming (惠明): Har fått sitt namn efter ett tempel i Zhejiang.
- Long Ding (龙顶): Ett te från Kaihua, även känt under det engelska namnet Dragon Mountain.
- Hua Ding (华顶 eller 華頂): Ett te från Tiantai som har fått sitt namn efter en topp i bergsskedjan i Tiantai.
- Tianmu Qing Ding (天目青顶): Ett te från Tianmuberget, även känt under det engelska namnet Green Top.
- Gunpowder (珠茶, zhucha): Ett populärt te som ursprungligen kommer från Zhejiang men nu odlas på flera håll i världen.

### Hubei(湖北省)
- Yu Lu (玉露): Ett ångupphettat te gjort på japanskt vis, även tecknen som används i namnet är samma som den japanska tesorten Gyokuro.

### Henan(河南省)
- Mao Jian (毛尖): Ett berömt kinesiskt te från Xinyang, även känt under det engelska namnet Green Tip.

### Jiangsu(江苏省)
- Bi Luo Chun (碧螺春): Ett välkänt te från Dongtingbergen, även känt under det engelska namnet Green Snail Spring.
- Yu Hua (雨花): Ett te från Nanjing.
- Que She (雀舌): Ett te från Jin Tan (金坛) i Jiangsu.

### Jiangxi(江西省)
- Yun Wu (云雾 eller 雲霧): Även känt under den engelska översättningen av namnet: Cloud and Mist. Namnet kommer från att teet odlas på dimmiga bergslätter.
- Zhen Mei (珍眉): Även känt som Chun Mee, en alternativ translitteration av det kinesiska namnet.

### Anhui(安徽省)
- Da Fang (大方): Ett te från berget Huangshan.
- Mao Feng (毛峰): Ett av de berömda kinesiska teerna, ursprungligen från Huangshan men odlas numera lite överallt. Ett Mao Feng från Huangshan säljs ofta under namnet Huangshan Mao Feng.
- Lu An Guapian (六安瓜片): Ett av de berömda kinesiska teerna, också är känt under det engelska namnet Melon Seed
- Hou Kui (猴魁): Även känt under det engelska namnet Monkey tea.
- Tun Lu (屯绿 eller 屯緑): Ett te från Tun Xi.
- Huoqing (火青): Ett te från Yong Xi, även känt under den engelska översättningen av namnet Fire Green.
- Wu Li Qing (雾里青): Ett återupplivat te från Songdynastin. Sedan 2002 produceras teet igen med hjälp av gamla tillverkningsmetoder av företaget Tianfang (天方). Zhan Luojiu, en teexpert vid Anhuis Agrikulturella Universitet hjälpte till att återskapa teet.

### Sichuan(四川省)
- Zhu Ye Qing (竹叶青): Även känt som Meng Ding Cui Zhu och Green Bamboo.
- Meng Ding Gan Lu (蒙顶甘露): Ett gulaktigt grönt te med en söt eftersmak.

### Okänt ursprung
- Hyson: Ett ordinärt te baserat på Xi Chun som odlas i många olika provinser.

## Gröna teer från Japan

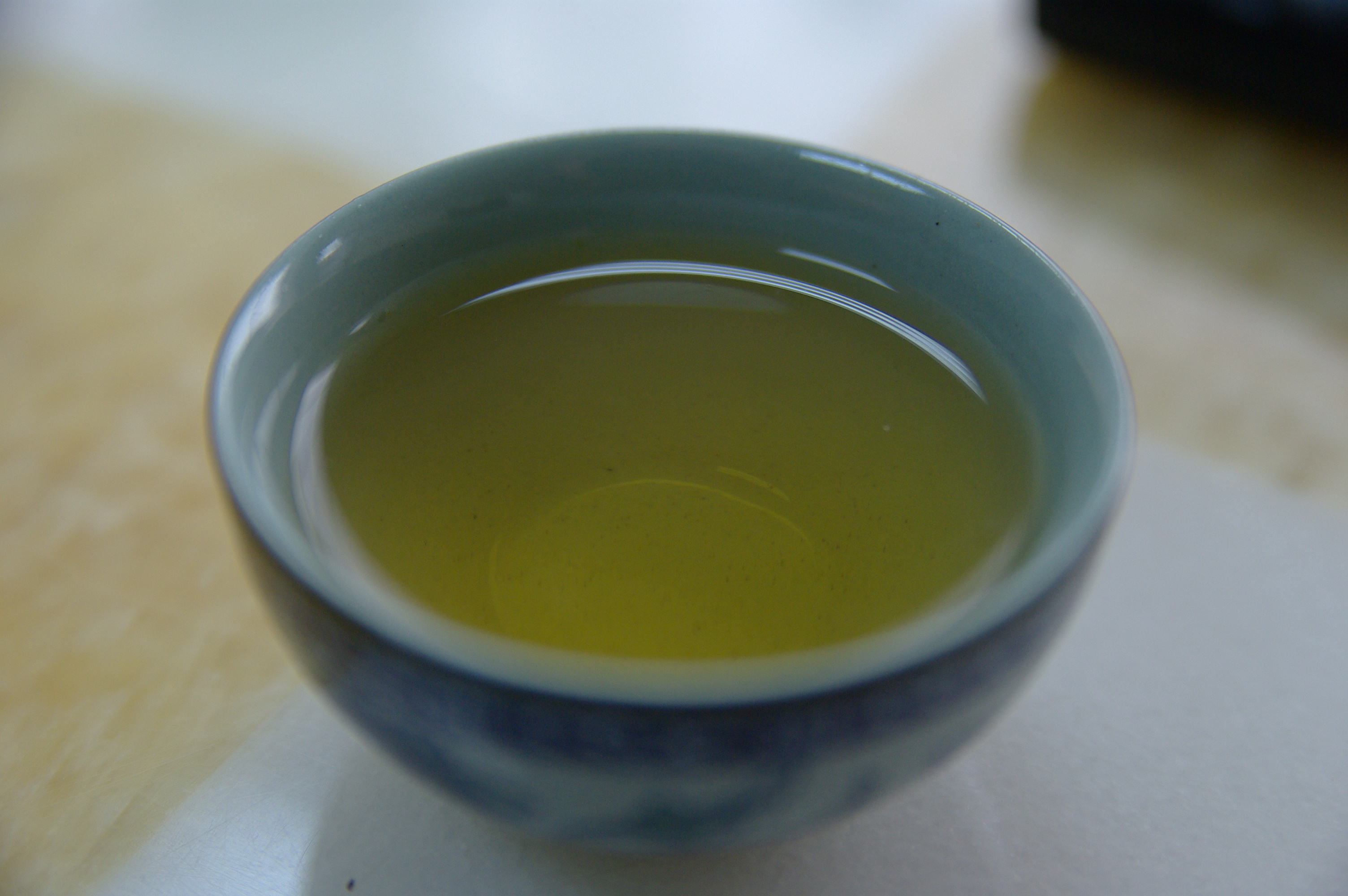
Japanskt grönt te

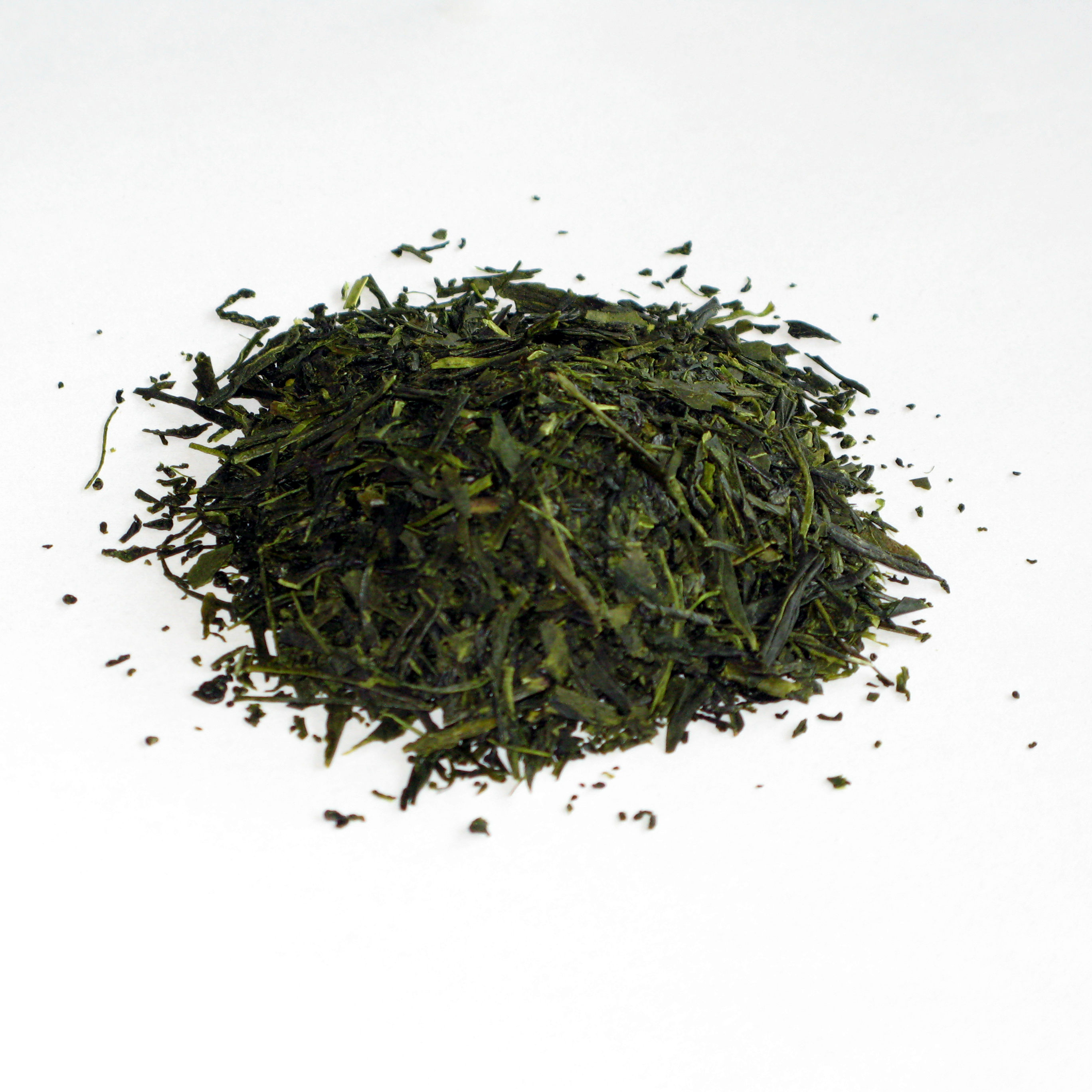
Japanskt sencha

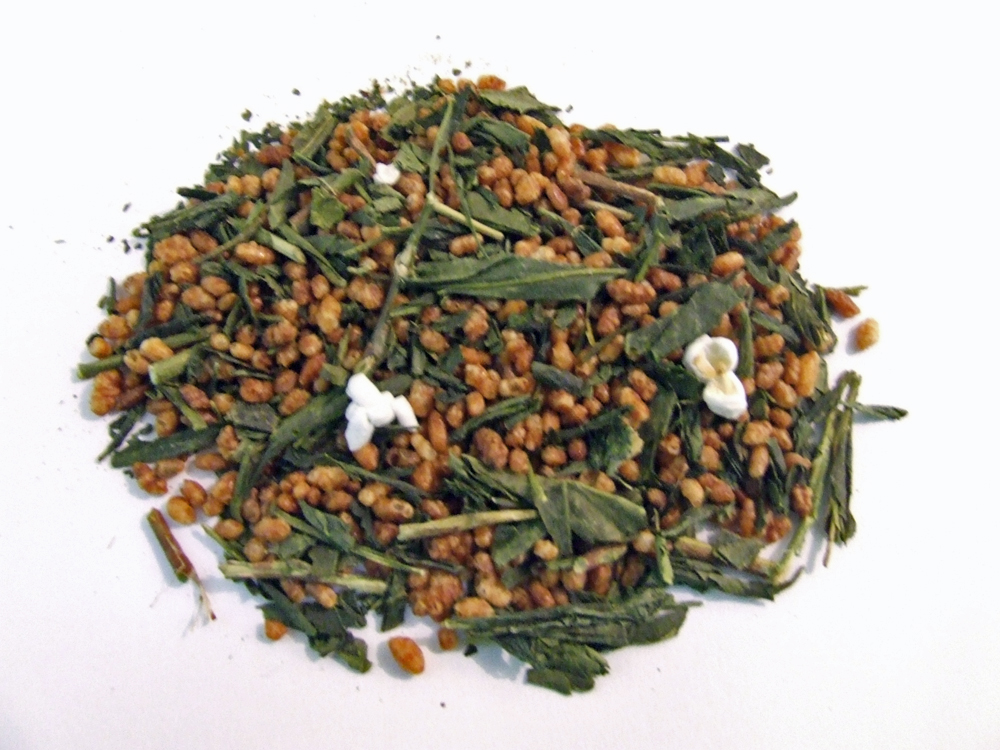
Japanskt Genmaicha, ibland (om än sällan) kallat "popcornte"

Grönt te (緑茶, ryokucha) är så vanligt i Japan att man bara kallar det te (お茶, ocha) eller japanskt te (日本茶, nihoncha). Teet graderas ofta efter kvalité och vilka delar av tebusken som används. Det är stora variationer i både pris och kvalité inom dessa breda kategorier och flera sorter går inte att placera i skalan. De finaste teerna i Japan sägs komma från Uji-regionen.

### Standardteer
- Bancha (番茶, "Simpelt te")

En variant av sencha som skördas mellan sommaren och hösten. Medan det saknar en del av sötman hos sencha av högre kvalité gillar man bancha för dess uppfriskande och djupa smaker. Det är mildare, billigare och innehåller mindre koffein är andra sorter.
- Gyokuro (玉露, "Jadedagg")

Gyokuro är ett te som delvis odlas i skugga och görs på utvalda Tencha-teer. Namnet syftar till den bleka gröna färgen teet får och det anses vara den högsta klassen av te i Japan.
- Kabusecha (冠茶, "Täckt te")

Kabusecha är gjort på blad som täckts över innan skördetiden, dock inte lika länge som Gyokuro. Det anses ofta ha en mer delikat smak än sencha och säljs ibland som Gyokuro.
- Kamairicha (窯煎茶, "Stekt te")

Kamairiteer ångas inte till skillnad från de flesta andra japanska teerna. Efter att de fått vissna en kort tid torkas de i en het panna (som når temperaturer upp till 300 °C).
- Sencha (煎茶, "Bryggte")

Den vanligaste tetypen i Japan, över tre fjärdedelar av allt te som produceras i japanska teträdgårdar är just sencha.
- - Fukamushicha (深蒸し茶, "Djupångat te")

Sencha som ångats längre än vanlig sencha. Detta sägs ge en djupare färg och fylligare smak.
- Tamaryokucha (玉緑茶, "Grönt bollte")

Tamaryokucha har en skarp bär-liknande smak med toner av citrus och gräs och en lång has eftersmak av mandel. Även känt som Guricha (ぐり茶, "krulligt te").

### Biprodukter frånSencha- ellerGyokuroproduktion
- Aracha (荒茶, "Oprocesserat grönt te")

Halvfärdiga produkter som används i Sencha- och Gyokuroproduktion. Innehåller alla delar av plantan.
- Konacha (粉茶, "Grovmalet te")

Konacha är små tepartiklar som kommer ut i produktionen av Gyokuro eller Sencha. Finns i olika prisklasser men är oftast mycket billigare än riktigt Gyokuro.
- Kukicha (茎茶, "Stjälkte")

Ett te som görs av både stjälkar och blad. Smaken hos de bästa kukichasorterna anses vara lika bra som Sencha av högsta kvalité. Det har bara en tiondel av koffeininnehållet i vanligt bladte och jämförs ofta med smaken hos oolongte.
- Mecha (芽茶, "Knoppte")

Mecha skördas under våren och de rullade bladen hamnar någonstans mellan sencha och gyokuro i kvalité.

### Övriga
- Matcha (抹茶, "Malet te")

Används främst i teceremonin. Matcha kommer från tenchablad som har ångats och torkats. Tebuskarna får stå i skugga 3 veckor innan skörden vilket gör att det produceras aminosyror som gör att det får en sötare smak. De torkade bladen mals ner till ett mycket fint pulver som man sedan vispar ner i varmt vatten.
- Genmaicha (玄米茶, "Råriste")

En blandning av bancha och rostat ris. Det rostade riset tar bort lite av bitterheten hos sencha av lägre kvalité.
- Hōjicha (焙じ茶, "Rostat te")

Ett te som rostas i ugn eller i panna som ofta hittas i teaffärer över hela Japan. Både bancha och kukicha används för att skapa Hōjicha.
- Tencha (碾茶, "Malte")

Halvfärdiga produkter i Matchaproduktion. Namnet kommer från att det är det te som man maler ner för att göra Matcha. Eftersom den, som Gyokuro odlas i skugga har det en söt smak. I processeringen av teet rullas det inte under torkningen och behåller därför bladets gamla form.
- Shincha (新茶, "Nyte")

Första månadens skörd av Gyokuro eller Sencha, anses ofta vara den bästa. Lätt ångat.
- Funmatsucha (粉末茶, "Instant pulverte")

Malet grönt te som används i stil med snabbkaffe. Annat namn för den här relativt nya sortens te är "Tokeru Ocha" (溶けるお茶, "Smältande te").

## Gröna teer från andra länder
Kina och Japan är de stora producenterna (och konsumenterna) av grönt te, men det uppsving grönt te fått i väst på senare år har gjort att det nu produceras över hela världen, bland annat de traditionella teproducenterna för västvärlden: Assam, Ceylon och Darjeeling.
Även Afghanistan och norra Pakistan har gjort sig kända för en grön tedryck, Kahwah (قہوہ).

## Grönt te och hälsa
Liksom många andra traditionella produkter har grönt te sagts kunna förebygga och lindra en del sjukdomar. En orsak skulle kunna vara att grönt te innehåller en hög halt av antioxiderande polyfenoler vilka agerar mot fria syreradikaler. Grönt te har bland annat sagts kunna underlätta viktnedgång och förebygga hjärt- och kärlsjukdomar.
I november 2006 godkändes ett läkemedel i USA av FDA baserat på grönt te. Detta är första gången en "örtmedicin" godkänts som läkemedel (mot könsvårtor) i USA under modern tid.
Alkoholextrakt av grönt te kan vara riskabla för levern och bör undvikas enligt svenska Läkemedelsverket.